# I miei matti. Ricordi e storie di un medico della mente
I miei matti. Ricordi e storie di un medico della mente è un saggio di Vittorino Andreoli.

## Il libro
Saggio dello psichiatra e scrittore italiano Vittorino Andreoli, pubblicato per la prima volta nel 2004 da Rizzoli e ripubblicato nella collana BUR Saggi nel gennaio 2009.
L'opera si presenta quale autobiografia dell'autore e narra la sua esperienza di psichiatra e la sua relazione con il mondo della follia.
La narrazione si apre con la data del 1959, anno in cui Andreoli, poco meno che ventenne, decide di fare lo psichiatra dopo aver terminato gli studi liceali. Una decisione presa anche su consiglio del suo professore di filosofia Arturo Pasa: “se davvero vuoi fare filosofia, iscriviti a una facoltà scientifica”.
È l'inizio di una passione che lo spinge fino alle porte del manicomio di Verona, il San Giacomo della Tomba. Qui egli trascorre il suo tempo libero, a stretto contatto con i malati, con quei pazzi che la società del perbenismo e della “normalità” aveva emarginato fino ai limiti del mondo cosiddetto “normale” e rinchiuso in un luogo terrificante ed efferato, dove “i matti erano immobilizzati in camicie di forza, legati e costretti su sedie fissate alle pareti; tra urla ma soprattutto in una puzza terribile di feci e di orina. 
Donne private di qualsiasi dignità, ammassi di carne nuda gettati sul freddo del pavimento, corpi legati alle pareti e lordi di escrementi: un girone dantesco” (I miei matti, pag. 10).
Il capitolo secondo tratta della vicenda di un uomo, Carlo Zinelli, a cui era stata diagnosticata una schizofrenia, probabilmente dovuta ad un trauma pregresso. Egli, infatti, aveva partecipato alla guerra in Spagna e in Grecia, e al ritorno da queste cominciò a mostrare i primi segni di follia e di chiusura nel confronti del mondo esterno. Era in grado, tuttavia, di trasmettere le proprie emozioni tramite il disegno e la pittura. È il 1961 quando Andreoli parte per Parigi, con l'intento di mostrare le opere dei matti e in particolare quelle di Carlo Zinelli a Jean Dubuffet, che aveva dato principio al movimento artistico dell'ART BRUT.
Nel 1966 si laurea in medicina e chirurgia.
Seguono diversi capitoli sull'esperienze del giovane medico all'estero, in Inghilterra e negli Stati Uniti, presso gli istituti di ricerca dell'Università di Cambridge e Cornell University di New York. Sono anni però che lo allontanano dal manicomio. Nel '73 decide di abbandonare il mondo della ricerca e di ritornare in Italia, entrare in manicomio e “dare inizio ad un'altra storia”.
È questo il periodo dei grandi sconvolgimenti culturali, politici e sociali, della contestazione. “Ben presto infatti la contestazione, che era contro tutto, la Chiesa, la famiglia, l'università, arrivò anche ai manicomi. E produsse un risultato straordinario: la loro chiusura.” (I miei matti, pag. 94), sino ad arrivare alla legge 180 del 1978. A cominciare dalla definizione di matto, che non è più “colui che è pericoloso a sé e/o agli altri ed è di pubblico scandalo”, ma diventa un malato.
In questo contesto, Andreoli si trova a lavorare come direttore dell'ospedale psichiatrico di Verona Marzana.
Nel capitolo decimo sono narrate le vicende che hanno accompagnato la vita dei pazienti.

## Edizioni
- Vittorino Andreoli, I Miei Matti. Ricordi e storie di un medico della mente, Rizzoli, 2004,  pp.272, cap.11.